# 미야타 나오키
미야타 나오키(일본어: 宮田 直樹, 1987년 11월 6일 ~ )는 일본의 전 축구 선수이다.

## 구단 경력
과거 파지아노 오카야마, 마쓰모토 야마가 FC, 아술 클라로 누마즈에서 활동하였다.